# Tian Xiuchen

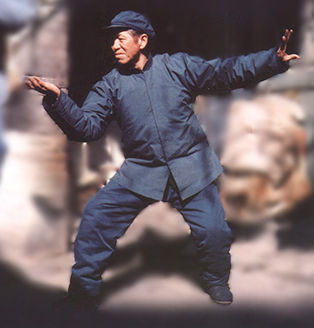
Tian Xiuchen

Tian Xiuchen (田秀臣, 1917 - 1984) pertenece a la 2ª generación de Taichi Chuan del estilo Chen de Pekín. 

Natural de Hebei (China), durante su infancia estudió Shaolin Quan y armas. En la adolescencia estudió, también, Xing Yi Quan con el maestro Tang Fengting. 

En 1941 comenzó a estudiar Taichi Chuan estilo Chen con el maestro Chen Fake, con quien estuvo más de 15 años aprendiendo. Fue, de hecho, su discípulo más aventajado y el único al que permitió en vida la enseñanza del Taichi de su estilo. 

En 1947, y coincidiendo con el 60 cumpleaños de Chen Fake, éste tomó a Tian Xiuchen como discípulo (tudi), convirtiéndose, por tanto, en la 10.ª generación del estilo Chen y la 2ª generación del estilo Chen de Pekín. 

Sus movimientos se caracterizaban por una similitud característica con los movimientos de su maestro: naturales y poderosos, trabajando de forma conjunta lo suave y lo duro; más amplios que los de Laojia, los movimientos de Xinjia contenían espirales y una integración extraordinaria entre lo interno y lo externo. Se dice, por tanto, que el Taichi Chuan de Tian Xiuchen estaba más cerca del Taichi Chuan de los últimos años de Chen Fake (esto es, Xinjia), con una técnica muy bella y potente. Siendo heredero de una noble tradición cultural, podría verse en sus movimientos una excelente expresión de los principios del estilo Chen de Pekín. También era conocido en el mundo de las Artes Marciales Chinas, entre otras cosas, por su increíble habilidad para neutralizar (hua fa).

Tian Xiuchen fue uno de los más importantes maestros que extendió el Taichi Chuan estilo Chen en Pekín. Dedicó toda su vida a la carrera del Taichi y lo introdujo en las universidades, lo cual hizo que se volviera más cultural y científico. 

En 1977 fue invitado por el colegio de Wushu de la Universidad de Deportes de Pekín y enseñó, entre otros, a Kan Guixiang y al Dr. Li Yongchang. Allí fue fotografiado y grabado en vídeo realizando Yilu, con la intención de dejar material gráfico de Taichi Chuan para que las próximas generaciones pudieran disfrutarlo y aprender. Fue una de las primeras grabaciones que se hicieron de un maestro de Artes Marciales realizando una forma. 

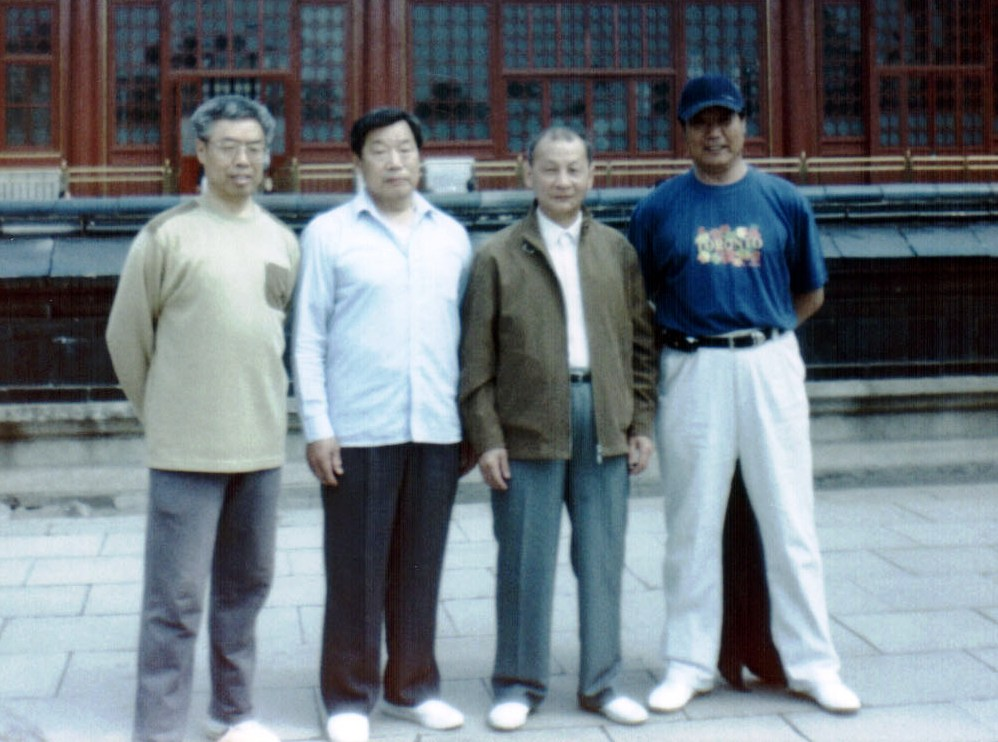
Tian Qiumao, Tian Qiutian, Ding Dahong y Tian Qiuxin

Tian Xiuchen tomó muchos alumnos, tanto en China y Japón como en otros países del mundo, a quienes enseñó lo que había aprendido de su maestro. También Chen Xiaowang estudió con él varias veces en sus viajes a Pekín, así como el presidente de la Asociación de Taichi Chuan de Japón, en 1981. No obstante, entre sus alumnos destacan Ding Dahong y, sobre todo, sus sobrinos: Tian Qiutian, Tian Qiumao y Tian Qiuxin. 

En 1982 trabajó con otros maestros en la organización de la Asociación de Taichi Chuan estilo Chen de Pekín. 

Junto a su alumna, la maestra Kan Guixiang, publicó el libro "El Taijiquan simplificado al estilo Chen", donde se recoge una forma de Taichi estilo Chen simplificada de 36 movimientos que creó y desarrolló para facilitar el aprendizaje inicial del Taichi a los alumnos y que, en la actualidad, se practica por todos los rincones del planeta. También creó una forma de espada y otra de sable, ambas de 36 movimientos.
Murió en 1984 a la edad de 67 años.
Gracias a Tian Xiuchen, el Taichi Chuan estilo Chen de Pekín ha sido extendido por todo el mundo durante más de 20 años, llegando a miles de personas que, de forma activa, siguen trabajando en la enseñanza y desarrollo de este arte marcial.